# Philippe Streiff
Philippe Streiff (n. 26 iunie 1955, La Tronche, Isère, Franța – d. 23 decembrie 2022, Puteaux, Île-de-France, Franța) a fost un pilot francez de Formula 1.